# Storbritanniens herrjuniorlandslag i ishockey
Storbritanniens herrjuniorlandslag i ishockey (engelska: Great Britain men's national junior ice hockey team) representerar Storbritannien i ishockey för herrjuniorer. Laget spelade sin första landskamp den 25 mars 1984 i Varese under juniorvärldsmästerskapets C-grupp, och förlorade då med 3-7 mot Spanien.

### Fotnoter
1. ↑  ”Championnat du monde 1984 des moins de 20 ans”. Hockeyarvhives. 1983-1984. http://www.passionhockey.com/hockeyarchives/U-20_1984.htm. Läst 16 december 2013.